# 国有財産
国有財産（こくゆうざいさん、英: State ownership）は、国家が所有する財産である。私有財産または公有財産を国有財産とすることを国有化という。

## 日本の国有財産制度
日本の国有財産は、国有財産法（昭和23年法律第73号）第2条及び附則第4条で規定されている。日本の国有財産は、「行政財産」と「普通財産」に区別され、「行政財産」はさらに「公用財産」「公共用財産」「皇室用財産」「企業用財産」（現行の国有財産法では「森林経営用財産」）に区別される。

### 分類
行政財産と普通財産の分類を設けるのは、同じ国有財産でありながら、（イ）行政財産は国の行政目的に直接供用される財産であるから、私権の対象とすることは極めて例外的な場合にしか許されず（法第18条）、普通財産は一般的に国有の私物として私権の対象とすることを認めることとする必要性があること（法第20条）、（ロ）行政財産は、行政目的を遂行するために必要な物的手段であるから、これを遂行する各省各庁の長の管理に委ねることが適当であり、普通財産は原則として財政財産としての性格を有することから、その管理及び処分を一つの機関に集中するように管理機関を分立させる必要があること（法第5条及び第6条）によるものである。

#### 行政財産
- 公用財産 : 国において国の事務、事業又はその職員の住居の用に供し、又は供するものと決定した財産（防衛施設、庁舎、国家公務員宿舎等）
- 公共用財産 : 国において直接公共の用に供し、又は供するものと決定した財産（国道、一級河川、海浜地、港湾等のいわゆる公共物、国営公園、国立公園等）
- 皇室用財産 : 国において皇室の用に供し、又は供するものと決定した財産（皇居、御所、御用邸、陵墓等）
- 企業用財産 : 国において国の企業又はその企業に従事する職員の住居の用に供し、又は供するものと決定したもの（以前は印刷局、造幣局、国有鉄道、たばこ専売事業、塩専売事業、公衆電気通信事業、アルコール専売事業及び郵政事業も「国の企業」であったが、現在では国有林野事業のみ）

#### 普通財産
普通財産とは、行政財産以外の一切の国有財産をいい、原則として特定の行政目的に直接供されることがなく、その内容は様々な性格の財産から構成されている。
- 行政財産であったものが不用となった財産
- 相続税として土地などで国に納められた財産
- 国が独立行政法人などに出資をした場合の出資による権利

#### 国有財産の種類
法第2条第1項は、国有財産について以下のものを規定する。
- 不動産
- 船舶、浮標、浮桟橋及び浮ドック並びに航空機
- 上記に掲げる不動産及び動産の従物
- 地上権、地役権、鉱業権その他これらに準ずる権利
- 特許権、著作権、商標権、実用新案権その他これらに準ずる権利
- 株式、新株予約権、社債（特別の法律により設立された法人の発行する債券に表示されるべき権利を含み、短期社債等を除く。）、地方債、信託の受益権及びこれらに準ずるもの並びに出資による権利（国が資金又は積立金の運用及びこれに準ずる目的のために臨時に所有するものを除く。）

### 旧国有財産法における国有財産
旧国有財産法における国有財産とは国有の不動産および勅令で指定された国有の動産および権利である。
したがって勅令指定以外の動産、すなわち船舶、浮標、浮桟橋および浮船渠、不動産および上述動産の従物、事業所における機械および主要な器具、地上権、地役権、鉱業権、砂鉱権その他これに準ずべき権利、株式および出資による権利等以外のものについては、物品会計規則の適用があり、本法の適用はない。
国有財産は、(1) 公共用財産　国で直接公共の用に供しまたは供するものと決定したもの、(2) 公用財産　国で神社の用または国の事務、事業もしくは官吏その他の職員の住居の用に供しまたは供すると決定したもの、(3) 営林財産　国で森林経営の目的に供しまたは供するものと決定したもの、(4) 雑種財産　上述各種に属さないもの、の4種に区別される。
このうち(1)、(2)および(3)は行政的財産に属し、公物の法理が適用され、したがって融通能力が制限され、これを譲渡し私権を設定することはできない（4条）。
(4)は収益財産または財政的財産に属し、民法の法理の支配に服し、したがってこれを譲渡し私権を設定することができ、ただしその無償譲渡、出資の目的となすこと、交換、貸付、売却、譲与、または貸付の予約につき特別の制限を定める（5条ないし8条、15条、23条）。
国有地の境界査定および測量に関しては当該官庁の境界査定権ならびに私人の土地への立入権を認める（10条から19条）。
国有財産は各省大臣が管理し、大蔵大臣がその全体について総括的管理を行なう。公共用財産、公用財産の用途を廃止するときは遅滞なく大蔵大臣に引き継ぐべきであるとされる（施行令2条）。
国有財産は所管の各省がその種類にしたがって台帳を備え、記録する（25条）。
各省大臣は毎会計年度間の国有財産増減報告書を調製し、大蔵大臣に送付し、大蔵大臣は国有財産増減総計計算書を調製し、会計検査院に送付する義務がある（26条）。
国有財産に対する特別法は国有林野法および北海道国有未開地処分法がある。国有林野のうち営林財産に属さないものは雑種財産に属し、雑種財産としての国有財産法の適用を受けるほかこの国有林野法の制限を受ける。
国有林野のうち社寺保管林、委託林野、部分林、官有民木林は特別の規定がある（17条ないし19条）。
北海道国有未開地は開墾を奨励する必要から貸付および売払について特例が認められ、無償貸付および事業の成功を条件とする無償譲渡などの場合が認められる。

## 欧米の国有財産制度

### アメリカ
アメリカ合衆国では国有財産は、連邦政府用不動産、公共領有地、国有林、国立公園に分類される。
国有財産の管理は原則として連邦財産管理庁（General Services Administration、略称GSA）が所管している。ただし、農業試験場は農務省、軍事基地等は国防総省が管理している。一般的な連邦政府用庁舎は連邦財産管理庁庁舎部(PBS: Public Buildings Service)が建設または民間から借り上げており、各省庁に貸し付けて貸付料を徴収している。省庁で不用とされた財産は超過財産 （Excess Property）となりPBSに報告しなければならず、他の省庁から利用の要望があれば所管換えとなり、要望がなければ余剰財産（Surplus Property）として売払いの対象となる。
アラスカや国立公園等の公共領有地（the public lands）は、資源開発や環境保護の観点からアメリカ合衆国内務省の管轄下に置かれており原則として売却できないことになっている。公共領有地は土地管理局 (BLM: Bureau of Land Management)、国有林は森林局(USFS: United States Forest Service)、国立公園は国立公園管理局 (NPS: National Park Service)が管理している。
毎年度、連邦財産管理庁庁舎部（Public Buildings Service、略称PBS）がレポートとして「STATE OF THE PORTFOLIO」を作成・公表している。

### イギリス
イギリスの国有財産の管理は政府財産局（Government Property Unit、略称GPU）が所管している。
毎年、政府財産局がレポートとして「The State of The Estate」を作成・公表している。
なお、国有財産とは別に王室財産があり、王室財産委員会（Crown Estate Commissioners）が管理している。

### ドイツ
ドイツの国有財産は、直接的に行政機能のために用いる行政財産とそれ以外の一般財産に区別され、行政財産はさらに公用財産と公共用財産に区別される。
行政財産の管理は各省庁が行っており、連邦大蔵省が使用や処分の全体的な調整を行っている。

### フランス
フランスの国有財産は、性質や用途から私有物になり得ない財産や特別の整備を行った公共財産（国道、河川、軍事基地など）とそれ以外の私的財産に区別され、私的財産はさらに各省庁に割り当てられた割当私的財産と特別の目的のない非割当私的財産に区別される。
公共財産と割当私的財産の管理は各省庁が行っており経済財政産業省が監督権限を持つ。非割当私的財産の管理は経済財政産業省が行っている。